# Alinea (ödlor)
Alinea är ett släkte av troligtvis utdöda skinkar som förekom i Karibien.
Dessa ödlor hade utan svans en längd av 77 till 87 mm och en vikt av 9 till 14 g. Ett fåtal exemplar undersöktes och hannar var mindre än honor. Släktets medlemmar vistades främst i galleriskogar. De dog antagligen ut på grund av introducerade fiender.
Arterna är:
- Alinea lanceolata, levde eller lever i södra delen av Barbados, listas av IUCN som akut hotad (CR).
- Alinea luciae, levde på Saint Lucia, listas som utdöd (EX)